# گسل کوهبنان
گسل کوهبنان یکی از گسل‌های ایران مرکزی است که طول آن تا ۹۰۰ کیلومتر برآورد می‌شود و راستای عمومی آن شمال‌غربی–جنوب‌شرقی است و ممکن است ادامه جنوبی گسل کلمرد باشد. در شمال کوهبنان (شمال کرمان)، این گسل ارتفاعات سنگی را از رسوبات آبرفتی جوان جدا می‌کند. حرکت این گسل در کامبرین، پالئوزوئیک، تریاس و پلیو–پلیستوسن آشکار است. نوع حرکت گسل تلفیقی از راست‌گرد و راندگی است و به‌نظر می‌رسد یک گسل معکوس پرشیب باشد، که به سمت شمال‌شرقی شیب دارد. گسل کوهبنان رسوبات کواترنری را بریده و می‌توان آن را گسلی فعال تلقی کرد که با زمین‌لرزه‌ها و گسلش جوان همراه است.